# 水井康雄
水井 康雄（みずい やすお、1925年（大正14年）5月30日 - 2008年（平成20年）9月3日）は、パリを拠点とし国際的に活躍した、日本の石の彫刻家。主に、抽象的な形を志向し、公共の場に設置される大規模な作品を得意とした。

## 経歴

### 少年 青年期 戦争
京都市に生まれる。父親は、当時外車を所有し運転するハイカラな人物であった。幼少の時から絵が好きでデッサン等に秀でていたが、当時時代の最先端であった機械工業に日本の未来を夢みて1944年（昭和19年）神戸工業専門学校（現・神戸大学工学部）機械学科に入学する。第二次世界大戦中は、川崎車両（現川崎重工業車両カンパニー）に学徒動員され鋳造を學ぶ。戦後を明石の川崎航空動員中に迎えた。神戸工業専門学校1947年（昭和22年）を卒業後、戦争なき世界、芸術の未知を新たに志し、東京芸術大学彫刻学科に入学する。彫刻への動因のひとつには、工業専門学校の卒論で「美術鋳造 - 大仏の鋳造 - 」を主題にしたことだと語っている。

### 滞仏
1953年（昭和28年）東京芸術大学彫刻学科を卒業。同時にフランス政府給費生としてパリに留学以後83歳に至るまでの生涯にわたりフランスで生きることになる。1953年（昭和28年）- 1958年（昭和33年）、パリ国立美術学校（エコール・デ・ボザール）に學ぶ。　1954年 （昭和29年）-1958年 （昭和33年）彫刻家アペル・レ・フェノザの助手を務める。学校に行きながらアトリエに通っていた水井は、後日こう語っている。「彼は私に毎日一点、粘土で小品を作って待つ事を義務づけた。数ヶ月後に私は自分の創作力の空白に絶望を覚えた。しかし、何時もギリギリにその一点が生まれた。　この後、私の人生がシンポジユムや1%アートの大作連続に変ったとき小品作の経験が創作の原動力になった事を感謝している。」と。
偶然の出会いもあった。1955年（昭和30年）パリオペラ界隈のギャラリーR.Volneyで在仏日本人美術展が開かれたとき、『蛙』という作品について、そこに訪れていたジャン・コクトーから高評価を受けたことがある。

### 日本とフランスのオリンピック
水井は、1964年東京オリンピックと1968年フランスのグルノーブルオリンピックに石の彫刻大作を制作している。日本における《余韻の化石》Les murs des fossilesと、フランスにおける《マクロコズムとミクロコズム》Macrocosme et Microcosmeである。
《余韻の化石》Les murs des fossiles（花崗岩/2mx 93x 0.3/国立代々木競技場/丹下健三依頼）。)
国立代々木競技場は、丹下建三の設計で1961年から1964年にかけて東京の代々木公園にたてられたスポーツ施設である。その回廊を飾る巨大なアブストラクトの壁面レリーフは、全長93mという巨大なものであり、35cm -1m82cm x 60cm x 30cmの408個の御影石のブロックから構成されている。この御影石は、岡山県の「石の島」と呼ばれる北木島のもので、総重量は160トンにも達する。水井は1963年（昭和38年）10月に丹下から依頼を受け1964年（昭和39年）2月から構想に入り、4月から7月まで北木島で10人の助手とともに粗彫りをしそれを東京に運び、8月末に完成させた。9月には外国のプレスに紹介された。
「化石の余韻」は、水井の原風景であり、人生経験や自然との深い関わりの中で生きる心象のレリーフである。石のなかから掘りだした- 旅 -炎 - 重さ - 香り- 執念 - 水 - 智慧 - 音 - 時 - 光 -の10のイメージである。この作品も作者の常の仕事にあるよう全行程において手作業を貫き、機械を全く使わず、全部が鑿/トンガリノミ、クシノミ、大小のハンマーで作られた巨大レリーフ作品であった。
《マクロコズムとミクロコズム》Macrocosme et Microcosme（石/13mx 81x 0.4/グルノーブルオリンピック選手村）。
グルノーブルの冬季オリンピックの選手村の教会にいたる参道のためのレリーフ壁。最大と最小の世界を表現した。最大は太陽、森、山、川など個を超えた発想、最小は人間の内面の葛藤という個からの発想であり、<自然と人間>の世界を表現している。当時シャルル・ド・ゴール政権のもと、芸術への造詣が深いアンドレ・マルロー文化相の訪問を受けている。
アンドレ・マルローの『反回想録』（新潮社、1977）の翻訳者、竹本忠雄からマルローの事を聴いていたが、僥倖にもグルノーブルの彫刻壁の訪問を受けた。

### 1%アート
フランス政府では、公共建築物の建築費の1%を芸術作品にあてるという法律が1951年（昭和26年）に施行された。現在もそれは継続し拡大されている。この公共の芸術のための彫刻家の選定は厳しく、すでに選考された彫刻家のプランによって文化省の選考委員が協議して決定される。水井は、1968年（昭和43年）から1982年（昭和57年）にかけて、この１％アートの枠である石彫刻の大作をフランス全土において30作品実現をする。水井にとって第一回目のフランス文化省からの指名は、ボルドー大学法学部（1968年）であった。ここでは《泉の化石》を設置。また、この依頼は、グルノーブル冬季オリンピックの彫刻が評価されてであった。他の作品《開く壁》Le mur qui s'ouvre（コンクリート/4,5m x 13 x 1,4/フランス、ランブイエ高校/1972）は、はじめてのコンクリート作品であり新たな挑戦があった。造形の構想は大量の発泡スチロールを電熱線で切りだしながらおこなわれる。まるで光を招待するかように、頂に大きな漏斗状の穴を作り影の面に光を導こうとした作者の意図がうかがわれる。それは強靭な石と柔軟な感性が素材の中にびっしりと凝固しているようで、ヨーロッパの伝統にない、東洋の幽玄性が感じられると評価されるが、水井自身は「長いことパリでヨーロッパを吸収し、それが飽和状態になった時、これでは自分（日本）がなければ太刀打ちできないと思った。それで東洋を勉強し直し仏典なども随分読んだ。」といっている。

### シンポジウム
彫刻シンポジウムとは、単なる鑑賞用、装飾用、あるいは記念像的意味を離れて都市美の一翼を担うものとして、新しい方向と意義をもって開かれた活発な動きである。同じ場所で、同じ材料によって互いにそれぞれの作家の手腕を競うところに価値と意味があった。シンポジウムという名のもとでの彫刻競演の集いは、1959年（昭和34年）オーストリア、ウィーンのサン・マルガレーテン採石所で最初に実現した。水井の参加は、第2回のオーストリア（1960年）からである。この時はじめて4mの大きな石を刻むことによって、石の魅力に取り憑かれたと語っている。
1962年（昭和37年）に開かれた西ベルリンのシンポジウムでは、「東に壁を、西に彫刻を作る」とのうたい文句で開催への協力と制作に小一年を費やした。その時の作品《愛の鍵》Clef d'amour（石/4m x 0,9 x 0.6）は、ベルリンの壁を前にしてベルリン広場において制作され、ドイツ批評家章を獲得した。水井はいう。「私達の広場の向こうに、東と西を隔てる壁がある。その壁ゆえ、連日のように悲しい物語を生むのである。私達の無言の怒りがこの会を支えていたようである。」位置は移動させられたが、現在もベルリン広場の一角に存在している。（1963年）真鶴市での朝日新聞社主催の世界近代彫刻シンポジウムにおいては、リーダー格として、総計6カ国12人が参加した。

### 日本/那智の滝からフランス/ラコストの泉へ
水井の住まいのラコストLacosteの近くに、ボーキュルーズ Vaucluseの泉がある。14世紀にさかのぼる愛の物語が受け継がれている神秘的な泉である。70歳を迎えた水井は、地球における水のサイクルの中で、那智の滝の日本に落ちた水は、地球を貫通してこのフランス／ラコストの神秘の泉にいたり、沸き出しているに違いないと悟り、日本とフランスはつながっていることを作品テーマに選んだ。「日本とフランスという　半分半分を生きてきた。二つの道二つの文化を生きるなか、鑿とハンマーをつかった石との対話のなかでまだ到達していない私の仕事。＜陰＞というひとつの道ひとつの文化　＜陽＞というひとつの道ひとつの文化、それが近づき、一体化していく仕事。《斜陰陽》Diagonal Yin Yangというこの作品群は　～日本とフランスの生きる～を陰陽にみたて、自然のなかに陰陽を見出しながら、私自身の陰陽の融合をめざした彫刻家としての、石の上での陰陽の対話である。日本とフランスを半分半生きた私が、その半分半分を融合させたところにまだ知らぬ新しい息吹が生まれるであろうという期待をもって取り組んだ。」40点のシリーズの《斜陰陽》Diagonal Yin Yangの作品群は、大阪辰野ひらのまちギャラリー1995年（平成7年）の個展として展示された後、フランスにおくられ、水井の住まいであったラコストの広大な庭に野外展示されている。アンドレ・マルローは、日本に訪問した時、水井の友人である元筑波大学名誉教授の竹本忠雄にこういっている。「那智の滝は、真実本質的に、日本の神道の頂点である。」那智の滝とラコストの神秘の泉の繋がりの思いが、陰と陽、自らのなかのフランスと日本の融合の確信に導いたのである。

### 希望の壁 Le mur de l'espoir
1985年（昭和60年）ハリウッド映画界の神話と言われたジェームズ・ディーンのファンの大西清太が、アメリカの事故現場カリフォルニアのコレーム (カリフォルニア州)にメモリアル彫刻を設置する意向で、《希望の壁》Le mur de l'espoir を依頼した. 水井は、3年間にわたって現地にも足を運び準備を進め、水井の住まいであるフランスのラコストの石灰岩を使用し、150トンの巨大作品(13m x 4,5 x 1.2)として完成したが、現地の土地の所有者との折り合いが最終的につかず、現地設置には至らなかった。本作には、ディーンの死は多くのファンを悲しませた絶望であったが、残された彼の映画作品がその絶望を開くという意味がこめられている。裏側には往時のディーンの顔が彫刻されている。作品は2006年（平成18年）ディーンの事故死から51年後に、水井の住まいであるラコストの庭に野外設置という形でおさまっている。

### 石と行
「大自然のなかの、私は小さい。それに私の素石は美しい。溜息が、つぶやきに、そして、かたりかけが熱気を帯びてくるが，石は知らぬ顔だ。気を悪くしては、なじり、そしり、けしかける、あくたいのまえに石は素知らぬ顔だ。懇願や哀訴に、いらだった私が、敢然といどみかかるとき、石は巨岩のごとく、私の前に立ちはだかる。それからに、この美しい石は、ここだ、あちらだ、こうだ、ああだと、私に命じてくる。私自身が、この大自然の中では、本当に無に等しいと感じたとき、私の彫刻はこの大自然への供物なのであろう。」「石彫は石の内部生命力との無言の戦いであり、根気のいる対話だ、、、脆弱な自己の内外を鍛えるべく彫刻と行との一体化をめざす、、、」

### メタグラフィー／メタフィジックな心象絵画
メタグラフィーは、水井によってみいだされた絵画テクニックである。紙またはある二枚の物質の間に押された絵の具が思いがけないファンタジィな自然現象をもたらすことは周知のことである。しかし　水井の試みは、この偶然とおもわれる現象の因果関係を分析し認識しようとするところにある。すなわち技術の開発と訓練によって、これらの現象を意図の中に誘導し展開することへの試みである。メタとは、ギリシャ語を語源とする「高次な～」「超～」「～ 間の」「～を含んだ」「～の後ろの」等の意味の接頭語である。それは同時に、思索、変化、変容、超越を意味する。このテクニックにおいては、再度同じ絵画をつくり出すことは不可能である。絵の具の流れと瞬間のタイミングのなかのバランスを見極めるところで、最終的に絵画となる。これに似たテクニックで、プレスドオイル、プレスドスターチ、デカルコマーニがあるが、水井のメタグラフィーは使用材料および技術のうえでそれらとは異にするものである。国際美術評論家である長谷川栄は1984年（昭和60年）こう記している。「この作品を手にした私は、はじめは、雪の山の風景写真かな、とおもいました。しかしよくみてみますと、写真の風景ではありません。しかし、写真以上に、なにか精神に響くのもをもってます。寂しい雪山。しんしんと凍るしばれる空気。なにか哲学的な瞑想的な雰囲気がみなぎる、広がりをもった思索的絵画ではありませんか。」

### 四つの完成されたフォルム
揺動する彫刻／オシロレリーフ　1972-1982頃

オシロレリーフとは、直線が縦振動と横振動をしながら電熱線で切ったフォル ムである。一見自由にみえるフォルムであるが、注意深い技術的なコントロールを秘めている。このフォルムは、《開く壁》Le mur qui s'ouvre（コンクリート/4,5m x 13/フランス,ランブイエ高校/1973）によって考案され、以後、十年近い制作の基本アイディアとなった。この写真の彫刻は、《複揺》Oscillo-Complexe（石/3m x 1,3 x 1,2/1981美ヶ原高原美術館 長野）における第二回ヘンリー・ムーア 大賞展に招待された時の作品で ある。作品は7トンにも及び、作者はフランスの ナンシーで制作し、完成した作品は飛行機で日本に運ばれた。
壁状の彫刻　1964 -

1964年東京オリンピック《余韻の化石》Les murs des fossiles（と1968年フランスのグルノーブル冬季オリンピック《マクロコズムとミクロコズム》Macrocosme et Microcosmeにみられるような壁状のレリーフ。この写真は、《コスモス》Cosmos（石/15m x 18 x 0,06/1970/フランス、ビルフランシュ工業学園 Cité Technique deVillefranche-Sur-Saöne France ）「天地の発想で6cmの厚さ360枚の石板の壁に光と陰を模索した。」
大きな頭のような彫刻　1960 - 1971

《ネゲブの自然に捧ぐ》Hommage à Néguev（大理石/3,7m x 1,7 x 0.6/1962イスラエル ネゲブ砂漠）イスラエルシンポジウムの時に制作された作品。水井曰く「この2ヶ月の制作期間は私にとって野生の大自然の洗脳であった。まるで　私の彫刻はこの砂漠という広大さのなかで、大海における一滴の水のようだと感じた。この大自然を前に、はじめて心から謙虚に鑿ノミをとることができた。最後に頂上部分に楕円穴をくり抜いた時、太陽の光が自分のほうへ昇って来たと感じた。」
彫刻ジグザグ　1973-1974

《ジグザグ》ZigZag（石/2m x 0,4 x 0,4/1974/フランス ラコトのアメリカ美術学校）発泡スチロールを立体画用紙のように切り出し構築した作品。このアメリカの美術学校で、水井は夏の期間、野外彫刻の指導をした。前世紀半ば、田舎の過疎化に乗じて、パリのアーティスト達は競って各地にアトリエをもった。プロバンスのラコストのマルキ・ド・サド公爵の城近くにはニューヨーク出身の画家ベルナールフリムが村の中心にアメリカの大学生を対象にした美術学校を開いた。水井は20年も関係し、毎夏一点の作品を生徒とともに作った。

### 没後
2008年 （平成20年）9月3日、以前から煩っていた膵臓癌のための衰弱にてフランス アプト(Apt)の病院にて死去した（満83歳没）。葬儀は水井のラコストの自宅の庭、彫刻《希望の壁》Le mur de l'espoirの前で、近親者隣人などで行われた。ラコストの墓地にて永眠。
2013年（平成25年）9月7日 - 9月29日、オート＝ソーヌ県Haute-Saôneの、リュクスィユ・レ・バン Luxeuil-les-Bainsにおいて回顧展。その開催日は、奇しくも2020年東京オリンピック開催が決定した日でもあった。回顧展後、《斜陰陽》の2点がリュクスィユ・レ・バン Luxeuil-les-Bainsに寄贈され、現在常設されている。
2014年（平成26年）4月19-27日
ラコストにて回顧展「東に大リュベロン、北にバントウ山を借景したジャングルのような森を1ヘクタール手に入れる事になった。10年後アトリエ住宅の許可が出た。パリとの往復しながら自分の手でつくった家は、石のアーチ／石の虹を作る気持ちだった。」1953年（昭和28年）以来のパリから1997年（平成9年）プロバンス地方のラコストに引っ越す。その村での回顧展。
2015年（平成27年）3月11日 - 9月25日
生誕90周年を記念してノール・パ・ド・カレー Nord-Pas-de-Calais、ヴィルヌーヴ・ダスク Villeneuve-d’Ascq 3カ所での大回顧展。
《オシロ・ステップ》Oscillo-escalier（石/2m x 6 x 1,3/1977）、《泉水スクエア》Fontaine au fillet d'eau（セメント/2m x 2/1978）のモニュメントは今も現存している。

2015年（平成27年）10月28日 - 2017年（平成29年）
フラッグ・フランス・ルネッサンス Flag-France Renaissanceフランス文化省の敷地において、《雲の番人》Gardien du Nuage（石/2,1m x 1 x 0,6/1978）の野外展示。作品はラコストの庭からパリへ運送された。

## 人物
1983年（昭和58年/フランス滞在30年後)、水井が最初の展覧会を日本で開いた時、岡本太郎はその感動をこうあらわしている。「流動感にあふれている。しかも同時に人間感も味わえた。大変良い作品ばかりだと思う。今後日本でも大いに見せてほしい。」岡本とは後に友人になり、バンセンヌの森には岡本の作品があり、水井はブローニュの森に《馬頭像アミラル》Amiral/tête de cheval（ブロンズ/1,2m x 0,9 x 0,6/1963）が現存する。
ジャン・ローゼンベルグ Jean Rosenberg（ポワチエ大学生物学元名誉教授)が、水井におくった言葉である。「康雄の世界に特定な日本を見出さない。彼の非具象の作品の中に時代の観念はない。象徴や具象を通して計算されたメッセージもない。彼の作品は宇宙的である。そこからは生の起源や進化が感じられる。それは個別化したものでなく宇宙的存在の本質を表明する。それは生の進化の始めにおこることそのものである。」

## 略年譜
- 1925年（大正14年）5月30日 京都市に生まれる[41]。
- 1944年（昭和19年）京都市立第一工業学校機械科卒業[41]。
- 1947年（昭和22年）神戸工業専門学校 機械科卒業[41]。 戦時中、軍機の機械整備に携わった後、戦後人生の指針をかえ、芸術を目指す。
- 1953年（昭和28年）東京芸術大学 彫刻科卒業[41]。平櫛田中、菊池一雄教授に師事。卒業と同時にフランス政府給生費としてパリに留学。パリ国立美術大学に学ぶ(～1958年)[41]。
- 1954年（昭和22年）フランス、パリにて彫刻家Ａ・フェノザ(fr)の助手を務める[41]。(～1958年)
- 1959年（昭和26年）フランス、パリ青年ビエンナーレ（フランス語版）参加。 《鳥の墓》制作。 A シュス個人賞受賞[41]。 フランス、ラコストにて現存。
- 1960年（昭和35年）オーストリア、第二回サン・マルガレーテン国際彫刻シンポジウム参加[42]。《天国への鍵》 制作。 現存[43]。
- 1961年（昭和36年）ドイツ、キルヒハイム国際彫刻シンポジウム（ドイツ語版）参加。 《道しるべIII》 制作。現存[44]。
- 1961年（昭和36年）スロベニア、ポルトローチにて、第一回ユーゴスラビア国際彫刻シンポジウム（ドイツ語版）参加。 《道しるべII》 制作。現存[45]。
- 1962年（昭和37年）ドイツ　ヨーロッパ彫刻家シンポジウム1961-1963にて、《愛の鍵》 制作。ドイツ批評家賞受賞。現存[46]。
- 1962年（昭和37年）イスラエル、ネゲブにてイスラエル国際彫刻シンポジウム参加。 《ネゲブの大自然に捧ぐ》 制作。現存[47]。
- 1963年（昭和38年）日本、神奈川の真鶴にて、世界近代彫刻シンポジウム参加[41]。 《道無》 制作。大阪、富田林ＰＬ教団にて現存。
- 1964年（昭和39年）日本、東京の国立代々木競技場、第二体育館に 《余韻の化石》 制作[41]。　現存[6]。
- 1966年（昭和41年）スロバキア、リューズバキー国際彫刻シンポジウム（ドイツ語版）参加。 《タトラ山獄に捧ぐ》 制作。現存[48]。
- 1967年（昭和42年）フランス、グルノーブルのオリンピックグルノーブル選手村に 《マイクロコズモとマクロコズモ》 制作。現存。１％アートによる彫刻制作を手がけ始める[49]。
- 1968年（昭和43年）フランス、ボルドー大学法学部に 《泉の化石》 制作。現存[50]。
- 1968年（昭和43年）アメリカ、バーモント国際彫刻シンポジウムで 《三つの軌跡》 制作。現存[51]。
- 1969年（昭和44年）ドイツ、オゲルスハウゼン（ドイツ語版）国際彫刻シンポジウム参加。（ドイツ美術アカデミー給費を得て、ベルリンで制作した《光の瀧》をフェーダー湖畔に移動。）現存。
- 1985年（昭和60年）兵庫、神戸にて第13回神戸ユニバーシアード噴水彫刻 《デート6》 を制作。 現存[52]。
- 2007年（平成19年）フランス、マルセイユ総領事館でのエクスポジション[53][54]
- 2008年（平成20年） 膵臓癌のためフランス、アプトの病院にて死去。83歳[55]。

### 没後
- 2011年（平成23年）日本、京都の堀川御池ギャラリー（京都市立京都堀川音楽高等学校内）にて水井康雄回顧展[56]。
- 2013年（平成25年）フランス、オート＝ソーヌ県Haute-Saôneの、リュクスィユ・レ・バン Luxeuil-les-Bainsにおいて回顧展[57]。
- 2014年（平成26年）フランス、ラコスト Lacosteにて回顧展[58]。
- 2015年（平成27年）フランス、生誕90周年を記念してノール＝パ・ド・カレー地域圏 Nord-Pas-de-Calais、ヴィルヌーヴ・ダスク Villeneuve-d’Ascq 3カ所での大回顧展[59]。
- 2015年-2017年（平成27年-29年）フランス、パリにてフラッグ・フランス・ルネッサンス Flag-France Renaissanceの敷地において、《雲の番人》展示。
- 2018年　4月4日-28日　（平成30年）フランス、ワッテルロー（Wattrelos)にてメタグラフィを中心にした個展[60]。
- 2018年　11月 -　2021年 10月 第42回　東京丸の内ストリートギャラリー　永楽ビルにて、　公益財団法人彫刻の森芸術文化財団所有の石のとびらを展示[61]。

## 受賞
- 1959年（昭和34年） 第1回パリ青年ビエンナーレにて、彫刻の部 アンドレ シュス (ANDRÉ SUSSE)個人賞受賞[62]。
- 1962年（昭和3７年） ベルリン国際彫刻シンポジウムに、ドイツ批評家賞受賞。
- 1964年（昭和39年） 第7回高村光太郎賞受賞[63]。
- 1981年（昭和56年） 第2回ヘンリー・ムーア大賞展優秀賞受賞 《オシロコンプレックスII》 (箱根彫刻の森美術館)。
- 1985年（昭和60年） フランス政府より、芸術文化勲章コマンドゥールを授与される[55]。

## 作品設置場所
※すべて設置された彫刻は、現在も現存する。

### フランス
- 《鳥の墓》 Tombeau des corbeaux （ブロンズ /0.75m x 0.28 x 0.28 /1958年4月 /第一回パリビエンナーレ展　彫刻の部でアンドレシュス賞を受賞、 ラコスト）
- 《馬頭像アミラル》 Amiral:tête de cheval （ブロンズ /1.2m x 0.9 x 0.6 /1963年3月 /パリ、ブローニュの森 Bois de Boulogne à Paris)[65]
- 《鉄ベラデッサン　3点》　（1966、72、74年　/　ヴォーヴェ　オワーズ県立美術館　MUDO　à Beauvais）　[66]
- 《マクロコズムとミクロコズム》 Macrocosme Microcosme （石 /1.3m x 81.0 x 0.4/1968年8月/グルノーブルオリンピック、グルノーブルオリンピック村 Village Olympique de Grenoble）[67]
- 《泉の化石》 Jet d'eau pétrifiée （コニャック産石灰石 /3.2m x 8.0 x 8.0/ 1968年11月/ボルドー、ボルドー大学法学部 Université de Bordeaux）[50]
- 《南仏の花》 Fleur du Midi （石 /3.0m x 1.0 x 1.0 / 1968年12月/ イエール (ヴァール県)　　、イエール中学校 C.E.S d'Hyères）[68]
- 《コスモス》 Cosmos （石/ 15.0m x 18.0 x 0.06 /1970年3月/ ビルフランシュ・シュル・ソーヌ、リセ・ルイアルマン Lycée Louis Armand de Villefranche-sur-Saône ）[69]
- 《ある発生》 Une naissance （石 /1.3m x 36.0 x 0.35/ 1970年6月 /パリ、パリ工業大学理工院 UIT Paris Decarte）[69]
- 《太陽 森 祭 》 Soleil - Forêt - Fête （大理石と石/ 1.3m x 36.0 x 0.35 / 1970年7月 /パリ、ベルサイユ通り幼稚園 Ecole maternelle de Avenue de Versailles, Paris）
- 《海》 La mer （石/ 1.3m x 15.0 x 0.35 /1970年9月 /シャトールー、シャトールー中学校 C.E.S de Châteauroux）[70]
- 《ミストラル》 Le mistral （石 /2.5m x 70.0 x 0.4 /1970年10月 /ガルダンヌ、ギャルダンヌ中学校 C.E.S de Gardanne）[70]
- 《ランデブーポイント》 Le point de rencontre （大理石と石 /1.0m x 2.0 x 2.0 /1971年3月 /パリ、ベルサイユ通り幼稚園 Ecole maternelle de Avenue de Versailles, Paris）
- 《対話》 Dialogue （石/ 3.7m x 2.0 x 0.8/ 1971年9月/　メッツ、メッツ大学文学部 Faculté des lettre de Metz ）[69]
- 《オシロタワー》 Oscillo-tour （ラコスト産石灰石/ 2.0m x 0.6 x 0.6/ 1972年7月/　ラコスト　Lacoste)
- 《開く壁》 Le mur qui s'ouvre （セメント /4.5m x 13.0 x 1.4 /1972年12月 /ランブイエ、ランブイエ高校 Lycée de Rambouillet）[69]
- 《ヴァイタリティの泉》 Source de vitalité （石 / 3.0m x 5.0 x 1.0 /1973年2月/ランブイエ、ランブイエ工業高校 Lycée Technique de Rambouillet ）[69]
- 《豊穣の角》 La corne d'abondance （石/ 3.0m x 4.0 x 1.0  / 1973年6月/　山と彫刻展 /アッシ高原　Expo-Plateau d'Assy, J.P.Lemesle)
- 《ジグザグI》 Zig et Zag I （石/ 2.0m x 0.4 x 0.4/ 1973年7月/　スキャッド　ラコスト　SCAD Lacoste)
- 《命の気配》 Le signe de la vie （石 / 3.0m x 16.0 x 2.5 /1973年9月 /フランス、アングレム工業高校 Le lycée Charles Coulomb d'Angoulème]）[71]
- 《太陽の番人》 Gardien du soleil （石 /4.0m x 1.0 x 1.0 /1973年11月 /ヴィニューシュルセーヌ、セーヌ湖畔ビニュー学園 Groupe Scolaire de Vigneux-sur-seine ）[69]
- 《山頂》 Les cimes （ポリゾル /3.0 m x 6.0 x 0.6 /1974年5月 / ウーアン・リオン、ウーアン中学校 C.E.S d'Oullins,Lyon France）
- 《鶏叫》 Le chant du coq （プラスティック / 2.5m x 0.6 x 0.2 /1974年6月 / フランス　シャモニー＝モン＝ブランでの展覧会 Expo-en group á Chamonix France, J.P. Lemesle）
- 《連峰 II》 Les crêtes II （石 /2.0m x 5.5 x 1.5 /1974年11月 モンフォール・ラモリ、モンフォール・ラモリ中学校 C.E.D de Montfort-l'Amaury）[69]
- 《ジグザグIV》 Zig et Zag IV （石 / 0.8m x 0.25 x 0.25 / 1974年12月/　ラコスト　Lacoste)
- 《銀河》 Voie lactée （大理石 / 2.2m x 13.0 x 0.03 /1975年1月 / パリ　東京銀行支店 Paris / 早間玲子)
- 《連峰 III》 Les crêtes III （石 /2.0m x 5.0 x 1.3 /1975年4月 日本国際交流基金展　（ミドルハイム彫刻公園　アントウェルペン　ベルギー）、ラコスト）
- 《ジグとザグ(2点)》 Zig et Zag （石/ 1.0m x 0.6 x 0.6 / 1975年7月/　スキャッド　ラコスト　SCAD Lacoste)
- 《発芽の門》 La porte de germination （石 /5.0m x 3.0 x 0.8 /1975年10月 /ドンバル、ドンバル工業高校 Lycée Technique de Dombasle France）[69]
- 《オシロ・カスケード》 Oscillo-Cascade I （ミューズ産石灰石/ 2.0m x 6.0 x 1.0 / 1975年11月/　ラコスト Lacoste)
- 《ソーヌ河》 La Sâon （石 / 2.5m x 25.0 x 0.5 /1975年12月 / ビルフランシュ・シュル・ソーヌ、リセ・ルイアルマン Lycée Louis Armand de Villefranche-sur-Saône ）[69]
- 《オッシロ・アーチ》 Oscillo-Arc （石灰石/ 1.5m x 4.0 x 0.4 / 1975年11月/　ラコスト　Lacoste)
- 《知積》 Sagesse （ラコスト産石灰石 / 4.0m x 2.7 x 0.6 /1976年8月 /パレゾー、パレゾーエコールポリティック Campus de l'École polytechnique de Palaiseau）[72]
- 《風切りの壁》 Coupe-Vent （石 /2.0 m x 38.0 x 0.35 /1976年9月 /シャトーブリアン・レンヌ、シャトーブリアン・レンヌ高校 Lycée de Châteaubriant, Rennes ）[69]
- 《賀石》 Une ronde （石 /3.4m x 5.6 x 2.6 /1976年12月 /コルマール、リセ・ブレーズパスカル Lycée Blaise Pascal, Colmar France）[69]
- 《海の祭》 Fête de Mer （石 /1.3m x 20.0 x 0.35 /1977年3月 /ブルブルグ、ブルブルグ中学校 C.E.S de Bourbourg）[69]
- 《オシロ・ステップ》 Oscillo-escalier （石灰石 / 2.0m x 6.0 x 1.3 /1977年5月 /ヴィルヌーヴ・ダスク、シュナイデーと新都市計画センター Établissement public d'aménagement de Lille-Est）[73]
- 《オシロ・エレメント》 Oscillo-élément （石灰石/ 2.0m x 1.0 x 1.0 / 1977年7月/　ラコスト Lacoste)
- 《オシロ・カスケードII》 Oscillo-cascade II （石 / 3.0m x 12.0 x 3.5 /1977年10月 /ナンシー、ナンシー大学理学部 Faculté des Sciences de Nancy France）[74]
- 《水のカーテン》 Rideau d'eau （セメント /3.2m x 11.0 x 0.3 /1977年11月 / 新都市ルボードロイユ Fontaine de la Place de Quatre saisons,Val-de-Reuil）[75]
- 《泉水スクエア》 Fontaine au filet d'eau （セメント / 2.0m x 2.0 /1978年2月 /ヴィルヌーヴ＝ダスク、シュナイデーと新都市計画センターÉtablissement public d'aménagement de Lille-Est ）[76] Ville nouvelle de Lille-est France）
- 《雲の橋》 Arc du Nuage （石 / 3.6m x 5.6 x 1.6 /1978年6月 /ボルドー、ミシェル・モンティニュ高校 Lycée Michel Montaigne de Bordeaux）
- 《雲の番人》 Le gardien des nuages （石灰石 / 2.1m x 1.0 x 0.6 /1978年7月 / エズ　Eze）
- 《泉水スクエア　（追加）》 Fontaine au filet d'eau （セメント / 10.0m x 2.7 x 0.1 /1978年10月 /ヴィルヌーヴ・ダスク、シュナイデーと新都市計画センターÉtablissement public d'aménagement de Lille-Est ）[77] Ville nouvelle de Lille-est France）
- 《風をはらむ石》 Pierre qui s'enfle （石灰石 / 2.0m x 1.0 x 0.4 /1979年7月 / ラコスト Lacoste）
- 《ななめ組》 Diago complexe （石灰石 / 2.0m x 1.0 x 0.4 /1980年7月 / ラコスト Lacoste）
- 《台風の目》 L'oeil du Cyclone （石 /2.4m x 3 x 0.6 /1980年10月 / サンドニ、アルフレッド・シスレー中学校 Collège A.Sisley de L'Île-Saint-Denis）[78]
- 《カマルグ》 Camargue （ラコスト産石灰石 / 1.2m x 2.0 x 0.6 /1981年7月 / ラコスト Lacoste）
- 《連峰》 Oscillo-Crêtes （石 /2.4m x 7.5 x 1.8 / 1981年5月 / リヨン、リヨン・ブロン陸軍衛生大学 Ecole du Service de Santé des Armés de Bron,Lyon）
- 《ファミリーアーチ》 Arc en Terre （石 / 2.5m x 3.6 x 1.1/ 1982年5月 /ラット・モンペリエ、Lattes, Montpellier）
- 《空錐》 Mèche au ciel （ラコスト産石灰石 / 2.0m x 0.6 x 0.45 /1982年7月 / ラコスト Lacoste）
- 《三つ窓》 Trois fenêtres （ラコスト産石灰石 / 2.0m x 0.9 x 0.9 /1983年7月 / ラコスト Lacoste）
- 《星座》 Constellation （ラコスト産石灰石 / 2.0m x 1.1 x 0.6 /1984年7月 / ラコスト Lacoste）
- 《祝福》 Les Bénédictions （インド砂岩（白　赤） / 1.0m x 0.95 x 2.0 /1985年4月 / ラコスト Lacoste）
- 《舞窓》 Fenêtres tournantes （ラコスト産石灰石 /2 .0m x 0.8 x 0.7 /1985年9月 / ラコスト Lacoste）
- 《笑石I》 Pierre qui rit I （ラコスト産石灰石 / 2.0m x 1.0 x 1.0 /1986年9月 / ラコスト Lacoste）
- 《サボテンテーブル》 La table cactus （ラコスト産石灰石とサボテン / 0.7m x 1.1 x 1.0 /1988年7月 / ラコスト Lacoste）
- 《石の宮》 Mini palais （ラコスト産石灰石 / 1.1m x 1.1 x 0.95 /1988年9月 / ラコスト Lacoste）
- 《斜柱》 Colonne biaise （大理石 /1.8m x 0.65 x 0.65 /1989年5月 / ラコスト Lacoste）
- 《希望の壁》 Le mur de l'espoir (ラコスト産石灰石 / 13.0m x 4.5 x 1.2/ 1989年8月 / ラコスト Lacoste/ ジェームス・ディーン・モニュメント /大西清太 ）[79]
- 《四重奏》 Quartete （ラコスト産石灰石 / 3.0m x 0.95 x 0.85 /1990年9月 / ラコスト Lacoste/R.コルパン）
- 《ジグザグII》 Zig et Zag II （ラコスト産石灰石 / 2.0m x 0.4 x 0.4/ 1996年9月/　ラコスト　Lacoste)

### 日本
- 《石凧》 Cerf-Volant de pierre（安山岩/ 2.6m x 1 x 0.5/ 1963年7月/ 渡辺翁記念会館/宇部市第一回野外彫刻展　(UBEビエンナーレ)、山口）[80]
- 《道無》 Michinashi （石/2.0m x 1 x 0.9/ 1963年8月/ 富田林PL教団、大阪/朝日新聞主催、世界近代彫刻シンポジウム真鶴　神奈川県にて作製）
- 《きたぎ》 Kitagi （花崗岩/ 2.3m x 1.0 x 0.5/ 1964年7月/ 北木島中学校、岡山）[81]
- 《余韻の化石》 Les murs des fossiles （花崗岩/ 2.0m x 93.0 x 0.3/ 1964年9月/ 国立代々木競技場/丹下健三依頼 /尚、余韻の化石は、旅、炎、重さ、香り、執念、水、知恵、時、音、光の１０点の彫刻で構成)[6]
- 《四季の柱》 Colonne de la Saison （花崗岩/ 2.25m / 1964年/ 第二体育館中庭　国立代々木競技場)[6]
- 《むつら石》 Group de 6 （花崗岩/ 1.2m / 1964年/ 第二体育館前　国立代々木競技場)[6]
- 《石のとびら》 Rideau de pierre （石/ 2.0m x 0.6 x 0.7/ 1969年2月/公益財団法人彫刻の森芸術文化財団、神奈川、第一回彫刻展招待）
- 《五合目標》 La borne du mi-chemin （大理石/ 1.0m x 2.0 x 0.4/ 1969年3月/ 箱根彫刻の森美術館、神奈川、第一回彫刻展招待）[82]
- 《石器　No３》 Trois outils en pierre nr. 3　（石/ 0.4m x 0.4 x 0.4/ 1971年 /　京都国立近代美術館 / 京都府 ヨーロッパの日本作家展　1972年）[83]
- 《複揺》 Oscillo-complexe （水成岩/ 3.0m x 1.3 x 1.2/ 1981年1月/美ヶ原高原美術館　長野、第二回ヘンリー・ムーア大賞展より招待）[84]
- 《飛　（Hi）》 Hi （抗火石の熱処理/ 3.0m x 8.0 x 0.25/ 1981年11月/金門製作所志木研修センター　新座市 / 小野田元)
- 《ブロンズ　パズル》 Pazzle-fonte （ブロンズ/ 2.2m x 2.1 x 0.15/ 1984年2月/ 私邸　東京都
- 《舞　コロナ》 Mai Couronne （ブロンズ/ 1.0m x 1.1 x 0.5/ 1984年10月/ 三陽商会　市谷　東京都　吉原信之）
- 《赤錐》 Méche rouge （インド砂岩/ 2.0m x 0.65 x 0.5/ 1984年11月/ 杉野製石　大垣　岐阜県/ 日動画廊現代美術展　及び千葉の歩会展出展)
- 《デート6》　Six crête （インド砂岩/ 7.0m x 2.2 x 2.0 放水部:16.0m x 32.0/ 1985年6月/ 神戸ユニバーシアード彫刻噴水、総合運動公園駅南口前に設置、兵庫）[52]
- 《石縁》 Oscillo-complex （大理石/ 2.0m x 0.8 x 0.7/ 1986年4月/ 札幌芸術の森美術館(札幌芸術の森野外美術館）,北海道）[85]
- 《笑石II》 Pierre qui rit II （花崗岩/ 2.0m x 0.65 x 0.6/ 1987年6月/ 慶恩寺、奈良/ 白川阿童師）
- 《希望の扉》 Porte d'espérance （インド砂岩 花崗岩/2.5m x 2.0 x 0.7/ 1987年10月/大阪バイオサイエンス研究所、大阪）[86]
- 《石順》 Jijun: Soumission （トルコトラバーチン/1.2m x 1.1 x 0.5/ 1988年6月/岐阜経済大学、岐阜）[87]
- 《綾柱》 Colonne sapin （花崗岩/3.0m x 0.95 x 0.95/ 1991年6月/渋川文化会館、群馬）[88]
- 《マンガン》 Dix mille bouquins （花崗岩/ 6.0m x 1.2 x 1.1/ 1991年10月 アズビル金門株式会社　博多研究所/　小野田元)[89]
- 《石は呼ぶ》 La pierre qui m'appelle （花崗岩/ 3.0m x 0.95 x 0.95/ 1991年2月/岐阜経済大学、岐阜）[87]
- 《白錐》 Méche blanche （花崗岩/ 3.0m x 0.7 x 0.7/ 1992年4月/ 大和いすゞ車体工業(株）/ 中塚武司)
- 《水登》 Jet d'eau （インド砂岩 花崗岩/6.0m x 1.1 x 1.1/ 1992年6月/スイトピアセンター、岐阜）
- 《球登I》 Boules en chapelet I （花崗岩/ 3.0m x 1.1 x 0.95/ 1992年11月/大垣三城公園、岐阜）
- 《球登II》 Boules en chapelets II （花崗岩/ 3.2m x 1.0 x 1.0/ 1993年11月/ 長谷工コーポレーション辰野平野町ビル、大阪府）[90]
- 《波郎》 Gardien （花崗岩/ 2.5m x 1.2 x 0.7/ 1994年4月/ 長谷工コーポレーション、大阪）[91]
- 《弥祝　みのり》 Récolte （花崗岩/ 1.1m x 0.5 x 0.45/ 1996年5月/ アズビル京都株式会社、京都府/ 小野田元　黒川紀章）
- 《舞》 Dance （花崗岩/ 1.2m x 0.4 x 0.4/ 1996年10月/常滑市運動公園、愛知）[92]
- 《悠飛》 Envol （花崗岩/ 4.0m x 1.2 x 0.8/ 1996年11月/ 芸濃　金門（株）　三重県）
- 《開空 ひらく》 Ouverture　（花崗岩/ 3.0m x 1.2 x 0.7/ 1997年11月/大垣市情報工房、岐阜）[93]
- 《集宇 つどう》 Têtes assemblées (トルコトラバーチン/ 3.5m x 2.2 x 0.9/ 1998年3月/ 大垣市情報工房、岐阜)[93]
- 《対喜》 Couple heaureux (花崗岩/ 3.0m x 2.5 x 1.2/ 1998年6月/ アズビル金門和歌山株式会社　和歌山県)

### その他の国々
- 《天国への鍵》 Clef au ciel （石 / 3.8m x 0.8 x 0.85 / 1960年9月/ オーストリア、サン・マルガレーテンの第二回国際彫刻シンポジウムにて制作、後にスイス、チュリッヒ州、ツオリコンにて設置）[94]
- 《道しるべII》 Borne II （大理石 / 2.5m x 1.0 x 1.2 / 1961年8月 /　スロベニア、ボルトローチ/ 第一回国際彫刻シンポジウム）[45]
- 《道しるべIII》 Borne III （石/ 2.5m x 0.8 x 0.9 /　1961年9月　/　ドイツ、キルヒハイム/ 国際彫刻シンポジウム）[44]
- 《愛の鍵》 Clef d'amour （ユラ産大理石 / 4.0m x 0.9 x 0.6 / 1962年5月/　ドイツ　ベルリン民衆広場 /　第一回ベルリン国際彫刻シンポジウム）[95]
- 《夏ベルリン》　L'été de Berlin （石 / 2.0 m x 0.7 x 0.7/1962年/ ドイツ　ベルリン）
- 《ふたば》　Les germes （石/ 2m x 0.7 x 0.7/ 1962年/ ドイツ　ベルリン）
- 《ネゲブの自然に捧ぐ》 Hommage à Néguev （ハイファ産大理石 / 3.7m x 1.7 x 0.6 / 1962年10月 / イスラエル、ネゲブ砂漠/ 第一回イスラエル国際彫刻シンポジウム）[96]
- 《冬のベルリン》 L'hiver de Berlin （石 / 1.3 m x 0.6 x 0.6/ 1963年　/ ドイツ　ベルリン）[97]
- 《タトラ山獄に捧ぐ》 Hommage à Tatra （石 / 3.5m x 3.0 x 0.65/ 1966年8月　/　スロバキア、ビシネリリューズバキー /第一回スロバキア国際彫刻シンポジウム）[98]
- 《三つの軌跡》 Trois Traces （バーモント産大理石 /3個 x 2.0m x 3.0 x 0.9/ 1968年9月/　アメリカ、バーモント州　ランドルフ　/第一回アメリカ国際彫刻シンポジウム）[99]
- 《バビエカ》 Babieca (Tête de cheval)　（ブロンズ/ 2.83m x 1.2 x 1.2 /　1968年 スペイン バルセロナ サンモンジュイック公園）[100]
- 《光のたき》 Cascade de la lumiére （石　/ 4.3m x 0.9 x 1.0 /1969年5月　/ドイツ　オゲルスハウゼン　フェーダー湖畔　国際彫刻シンポジウム）[101]
- 《笑いのこだま》 L'écho du Rire（バーモント産大理石 /2.3m x 1.8 x 1.0 /1973年4月/アメリカ、フロリダ州　レンネン財団　後にパームビーチ州立カレッジ（英語版）に設置)[102]
- 《白煙》 Fumée blanche（コニャック産石灰石 / 3.1m x 1.1 x 0.9 / 1975年5月　/　ベルギー、アントワープ、ミドルハイム彫刻公園）[103]
- 《移り気なリュベロン山》　Caprice de Luberon（大理石 /  アメリカ カリフォルニア パームスプリングス国際空港）[104]

## テレビ
- 「ドキュメント日本人/国際篇　石に太陽の命を吹きこむ男」（フジテレビ）1982　ABU アジア放送連合特別賞/民間放送連盟社会番組優秀賞/放送文化基金奨励賞/日本テレフィルム撮影技術賞/ フジテレフィルム技術賞

## 書籍
- 水井康夫『水井康雄制作集』1985年（昭和60年）発行/自費出版
- Yasuo Mizui 水井 康雄『50ans de Sculpture/彫刻に50年』2003年（平成15年）発行